# 438 (numero)
Quattrocentotrentotto (438) è il numero naturale dopo il 437 e prima del 439.

## Proprietà matematiche
- È un numero pari.
- È un numero composto con 8 divisori: 1, 2, 3, 6, 73, 146, 219, 438. Poiché la somma dei suoi divisori (escluso il numero stesso) è 450 > 438, è un numero abbondante.
- È un numero sfenico.
- È un numero di Smith nel sistema numerico decimale.
- È pari alla somma dei primi 16 numeri primi dispari (dal 3 al 59).
- È un numero palindromo nel sistema di numerazione posizionale a base 5 (3223) e in quello a base 8 (666). In quest'ultima base è altresì un numero a cifra ripetuta.
- È un numero congruente.
- È parte delle terne pitagoriche (288, 330, 438), (438, 584, 730), (438, 5320, 5338), (438, 15984, 15990), (438, 47960, 47962).
- È un numero malvagio.

## Astronomia
- 438P/Christensen è una cometa periodica del sistema solare.
- 438 Zeuxo è un asteroide della fascia principale del sistema solare.
- NGC 438 è una galassia spirale della costellazione dello Scultore.

## Astronautica
- Cosmos 438 è un satellite artificiale russo.